# KNVB-Pokal 2022/23
Der KNVB-Pokal 2022/23 war die 105. Auflage des niederländischen Fußball-Pokalwettbewerbs. Inklusive der zwei Qualifikationsrunden nahmen 86 Mannschaften an dem Wettbewerb teil; die 34 Vereine der beiden Profiligen (ohne die vier dort spielenden Reserveteams) und 52 Amateurmannschaften aus den Ligaebenen 3 bis 5.
Die erste Qualifikationsrunde begann am 13. August 2022, das Finale wurde am 30. April 2023 ausgetragen. Pokalsieger wurde Titelverteidiger PSV Eindhoven. Das Team setzte sich im Finale gegen Ajax Amsterdam nach Elfmeterschießen durch.

## Teilnehmende Teams
| Eredivisie (18) (Level 1) | Eredivisie (18) (Level 1) | Eerste Divisie (16) (Level 2)                                                                                                   | Eerste Divisie (16) (Level 2)                                                                                                 |
| --- | --- | --- | --- |
| - Ajax Amsterdam - AZ Alkmaar - SC Cambuur - Feyenoord Rotterdam - Go Ahead Eagles - FC Groningen - SC Heerenveen - NEC Nijmegen - PSV Eindhoven | - Fortuna Sittard - Sparta Rotterdam - FC Twente Enschede - FC Utrecht - Vitesse Arnheim - RKC Waalwijk - FC Emmen ▲ - Excelsior Rotterdam ▲ - FC Volendam ▲ | - Heracles Almelo ▼ - Willem II Tilburg ▼ - PEC Zwolle ▼ - ADO Den Haag - Almere City - FC Den Bosch - NAC Breda - FC Dordrecht | - FC Eindhoven - BV De Graafschap - Helmond Sport - MVV Maastricht - Roda JC Kerkrade - TOP Oss - SC Telstar 1963 - VVV-Venlo |
| Tweede Divisie (16) (Level 3) | | | |
| - AFC Amsterdam - ASWH - SV De Treffers - Excelsior Maassluis                                                                                    | - GVVV - HHC Hardenberg - VV IJsselmeervogels - VV Katwijk                                                                                                   | - Koninklijke HFC - Kozakken Boys - VV Noordwijk - K.v.v. Quick Boys                                                            | - Rijnsburgse Boys - SVV Scheveningen - SV Spakenburg - SV TEC                                                                |
| Derde Divisie (30) (Level 4) | | | |
| - ACV Assen - ADO '20 Heemskerk - BVV Barendrecht - Blauw Geel '38 - VV Baronie - RKVV DEM Beverwijk - VV Dongen - VV DOVO                       | - DVS '33 Ermelo - Excelsior ’31 Rijssen - VV Gemert - RKSV Groene Ster - Harkemase Boys - HSV Hoek - USV Hercules - HSC ’21 Haaksbergen                     | - JOS Watergraafsmeer - FC Lisse - OFC Oostzaan - SV OSS '20 - Quick Den Haag - VV Sint Bavo - VV Sparta Nijkerk                | - Sportlust '46 - VV Staphorst - VV SteDoCo - Ter Leede Sassenheim - VVOG Harderwijk - VV UNA - GVV Unitas                    |
| Vierde Divisie (6) (Level 5) | | | |
| - OJC Rosmalen - FC Rijnvogels | - SV TOGB Berkel - RKSV UDI ’19 | - SV Urk | - RKAV Volendam |

## Termine
| Runde                  | Termine                    |
| ---------------------- | -------------------------- |
| 1. Qualifikationsrunde | 13. August 2022            |
| 2. Qualifikationsrunde | 20. – 21. September 2022   |
| 1. Runde               | 18. – 20. Oktober 2022     |
| 2. Runde               | 10. – 12. Januar 2023      |
| Achtelfinale           | 7. – 9. Februar 2023       |
| Viertelfinale          | 28. Februar – 2. März 2023 |
| Halbfinale             | 4. – 5. April 2023         |
| Finale                 | 30. April 2023             |

## 1. Qualifikationsrunde
Teilnehmer: 12 Amateurmannschaften, 24 weitere erhielten ein Freilos für die zweite Qualifikationsrunde.
| Datum      |                         | Ergebnis             |                          |
| ---------- | ----------------------- | -------------------- | ------------------------ |
| 13.08.2022 | VV Staphorst (4)        | 3:0 (1:0)            | SV TOGB Berkel (5)       |
| 13.08.2022 | USV Hercules (4)        | 5:1 (2:1)            | Ter Leede Sassenheim (4) |
| 13.08.2022 | JOS Watergraafsmeer (4) | 1:3 (0:2)            | HSV Hoek (4)             |
| 13.08.2022 | OJC Rosmalen (5)        | 1:2 (1:1)            | Sportlust '46 (4)        |
| 13.08.2022 | RKSV Groene Ster (4)    | 2:0 (0:0)            | BVV Barendrecht (4)      |
| 13.08.2022 | ADO ’20 Heemskerk (4)   | 4:3 n. V. (3:3, 1:1) | VVOG Harderwijk (4)      |

In Klammern das jeweilige Ligalevel.

## 2. Qualifikationsrunde
In dieser Runde spielten die 6 Sieger der 1. Qualifikationsrunde, die 24 Amateure, die in der 1. Qualifikationsrunde ein Freilos hatten und 12 Mannschaften der Tweede Divisie.
| Datum      |                         | Ergebnis                         |                           |
| ---------- | ----------------------- | -------------------------------- | ------------------------- |
| 20.09.2022 | ASWH (3)                | 1:2 (0:1)                        | Kozakken Boys (3)         |
| 20.09.2022 | SV De Treffers (3)      | 3:1 (2:0)                        | VV Noordwijk (3)          |
| 20.09.2022 | VV IJsselmeervogels (3) | 0:0 n. V. (5:6 i. E.)            | HSV Hoek (4)              |
| 20.09.2022 | FC Lisse (4)            | 0:3 (0:1)                        | DVS '33 Ermelo (4)        |
| 20.09.2022 | K.v.v. Quick Boys (3)   | 1:2 (1:0)                        | Sportlust '46 (4)         |
| 20.09.2022 | FC Rijnvogels (5)       | 1:0 (1:0)                        | ACV Assen (4)             |
| 20.09.2022 | SVV Scheveningen (3)    | 0:0 n. V. (1:1, 1:1) (4:5 i. E.) | Harkemase Boys (4)        |
| 20.09.2022 | VV DOVO (4)             | 0:1 (0:1)                        | SV Spakenburg (3)         |
| 21.09.2022 | ADO '20 Heemskerk (4)   | 3:0 (2:0)                        | VV Sint Bravo (4)         |
| 21.09.2022 | AFC Amsterdam (3)       | 4:4 n. V. (4:4, 2:1) (4:5 i. E.) | VV Staphorst (4)          |
| 21.09.2022 | Blauw Geel '38 (4)      | 4:0 (1:0)                        | VV Baronie (4)            |
| 21.09.2022 | Excelsior Maassluis (3) | 1:2 (1:1)                        | USV Hercules (4)          |
| 21.09.2022 | VV Gemert (4)           | 1:2 n. V. (1:1, 1:1)             | SV Urk (5)                |
| 21.09.2022 | RKSV Groene Ster (4)    | 1:3 (1:1)                        | Quick Den Haag (4)        |
| 21.09.2022 | GVV Unitas (4)          | 0:0 n. V. (4:5 i. E.)            | RKVV DEM Beverwijk (4)    |
| 21.09.2022 | GVVV (3)                | 1:0 (0:0)                        | Sparta Nijkerk (4)        |
| 21.09.2022 | HSC ’21 Haaksbergen (4) | 2:2 n. V. (2:2, 1:1) (4:5 i. E.) | RKAV Volendam (5)         |
| 21.09.2022 | OFC Oostzaan (4)        | 6:2 n. V. (2:2, 0:2)             | RKSV UDI ’19 (5)          |
| 21.09.2022 | SV Oss '20 (4)          | 1:2 (0:0)                        | Excelsior '31 Rijssen (4) |
| 21.09.2022 | VV SteDoCo (4)          | 1:2 (0:2)                        | VV Dongen (4)             |
| 21.09.2022 | SV TEC (3)              | 1:0 (0:0)                        | VV UNA (4)                |

In Klammern das jeweilige Ligalevel.

## 1. Runde
In dieser Runde spielten die 21 Sieger der 2. Qualifikationsrunde, die 16 Vereine der Eerste Divisie 2020/21 (ohne die vier Reserveteams), 4 Teams der Tweede Divisie 2021/22 (Meister VV Katwijk, sowie die drei Periodensieger HHC Hardenberg, Koninklijke HFC, Rijnsburgse Boys) und die 13 Teams der Eredivisie 2021/22, die nicht am Europapokal teilnahmen.
| Datum      |                           | Ergebnis                         |                       |
| ---------- | ------------------------- | -------------------------------- | --------------------- |
| 18.10.2022 | FC Eindhoven (2)          | 1:0 (1:0)                        | Willem II Tilburg (1) |
| 18.10.2022 | Almere City (2)           | 2:0 (0:0)                        | TOP Oss (2)           |
| 18.10.2022 | Excelsior '31 Rijssen (4) | 2:3 (1:1)                        | ADO Den Haag (2)      |
| 18.10.2022 | GVVV (3)                  | 1:3 (1:0)                        | FC Den Bosch (2)      |
| 18.10.2022 | Harkemase Boys (4)        | 1:5 (1:2)                        | FC Volendam (2)       |
| 18.10.2022 | Koninklijke HFC (3)       | 0:1 (0:1)                        | SC Telstar 1963 (2)   |
| 18.10.2022 | HSV Hoek (4)              | 2:4 n. V. (2:2, 2:1)             | SC Heerenveen (1)     |
| 18.10.2022 | Rijnsburgse Boys (3)      | 1:3 (0:1)                        | BV De Graafschap (2)  |
| 18.10.2022 | SV Urk (5)                | 2:0 (1:0)                        | VV Staphorst (4)      |
| 18.10.2022 | Roda JC Kerkrade (2)      | 2:2 n. V. (2:2, 1:0) (6:7 i. E.) | Heracles Almelo (1)   |
| 19.10.2022 | FC Dordrecht (2)          | 0:3 (0:1)                        | FC Groningen (1)      |
| 19.10.2022 | ADO '20 Heemskerk (4)     | 1:2 n. V. (1:1, 0:0)             | FC Emmen (2)          |
| 19.10.2022 | SV De Treffers (3)        | 2:0 (1:0)                        | RKC Waalwijk (1)      |
| 19.10.2022 | Excelsior Rotterdam (2)   | 5:1 (3:0)                        | MVV Maastricht (2)    |
| 19.10.2022 | Go Ahead Eagles (1)       | 3:1 (3:1)                        | Helmond Sport (2)     |
| 19.10.2022 | Kozakken Boys (3)         | 2:2 n. V. (2:2, 1:1) (5:4 i. E.) | Vitesse Arnheim (1)   |
| 19.10.2022 | FC Rijnvogels (5)         | 0:3 (0:0)                        | SC Cambuur (1)        |
| 19.10.2022 | SV Spakenburg (3)         | 2:1 (0:0)                        | SV TEC (3)            |
| 19.10.2022 | USV Hercules (4)          | 0:1 (0:0)                        | NAC Breda (2)         |
| 19.10.2022 | NEC Nijmegen (1)          | 3:2 (1:1)                        | Fortuna Sittard (1)   |
| 20.10.2022 | Sportlust '46 (4)         | 0:3 (0:1)                        | FC Utrecht (1)        |
| 20.10.2022 | RKVV DEM Beverwijk (4)    | 1:4 (1:1)                        | Blauw Geel '38 (4)    |
| 20.10.2022 | VV Dongen (4)             | 1:2 (1:0)                        | VVV-Venlo (2)         |
| 20.10.2022 | VV Katwijk (2)            | 2:1 (2:0)                        | DVS '33 Ermelo (4)    |
| 20.10.2022 | OFC Oostzaan (4)          | 1:3 (1:1)                        | Sparta Rotterdam (1)  |
| 20.10.2022 | RKAV Volendam (5)         | 2:4 (1:2)                        | Quick Den Haag (4)    |
| 20.10.2022 | HHC Hardenberg (3)        | 0:1 (0:1)                        | PEC Zwolle (1)        |

In Klammern das jeweilige Ligalevel.

## 2. Runde
In dieser Runde spielten die 27 Sieger der 1. Runde und die 5 Erstligisten (Ajax, PSV, AZ, Vitesse, Feyenoord), die an europäischen Wettbewerben teilnahmen.
| Datum      |                         | Ergebnis             |                      |
| ---------- | ----------------------- | -------------------- | -------------------- |
| 10.01.2023 | FC Twente Enschede (1)  | 3:1 (2:0)            | SC Telstar 1963 (2)  |
| 10.01.2023 | Quick Den Haag (4)      | 1:4 (1:3)            | BV De Graafschap (2) |
| 10.01.2023 | Kozakken Boys (3)       | 1:3 (0:1)            | ADO Den Haag (2)     |
| 10.01.2023 | NAC Breda (2)           | 2:1 n. V. (1:1, 0:1) | FC Eindhoven (2)     |
| 10.01.2023 | Sparta Rotterdam (1)    | 1:2 (0:1)            | PSV Eindhoven (1)    |
| 11.01.2023 | Excelsior Rotterdam (2) | 1:4 (1:3)            | AZ Alkmaar (1)       |
| 11.01.2023 | Almere City (2)         | 0:4 (0:2)            | NEC Nijmegen (1)     |
| 11.01.2023 | SC Heerenveen (1)       | 2:0 (0:0)            | FC Volendam (2)      |
| 11.01.2023 | SV De Treffers (3)      | 1:0 (1:0)            | SC Cambuur (1)       |
| 11.01.2023 | VVV-Venlo (2)           | 2:3 (0:2)            | FC Emmen (2)         |
| 11.01.2023 | FC Den Bosch (2)        | 0:2 (0:1)            | Ajax Amsterdam (1)   |
| 12.01.2023 | Heracles Almelo (1)     | 0:1 (0:0)            | Go Ahead Eagles (1)  |
| 12.01.2023 | SV Urk (5)              | 0:3 (0:1)            | VV Katwijk (3)       |
| 12.01.2023 | Blauw Geel '38 (4)      | 1:3 (0:3)            | FC Utrecht (1)       |
| 12.01.2023 | FC Groningen (1)        | 2:3 (0:1)            | SV Spakenburg (3)    |
| 12.01.2023 | Feyenoord Rotterdam (1) | 3:1 (2:1)            | PEC Zwolle (1)       |

In Klammern das jeweilige Ligalevel.

## Achtelfinale
| Datum      |                         | Ergebnis                         |                     |
| ---------- | ----------------------- | -------------------------------- | ------------------- |
| 07.02.2023 | AZ Alkmaar (1)          | 1:2 n. V. (1:1, 0:0)             | FC Utrecht (1)      |
| 07.02.2023 | BV De Graafschap (2)    | 3:0 (0:0)                        | SV De Treffers (3)  |
| 07.02.2023 | NAC Breda (2)           | 1:2 (1:1)                        | SC Heerenveen (1)   |
| 08.02.2023 | PSV Eindhoven (1)       | 3:1 (2:0)                        | FC Emmen (2)        |
| 08.02.2023 | SV Spakenburg (3)       | 1:1 n. V. (1:1, 1:0) (4:1 i. E.) | VV Katwijk (3)      |
| 08.02.2023 | Feyenoord Rotterdam (1) | 4:4 n. V. (2:2, 0:2) (5:3 i. E.) | NEC Nijmegen (1)    |
| 09.02.2023 | FC Twente Enschede (1)  | 0:1 (0:0)                        | Ajax Amsterdam (1)  |
| 09.02.2023 | ADO Den Haag (2)        | 1:0 (0:0)                        | Go Ahead Eagles (1) |

In Klammern das jeweilige Ligalevel.

## Viertelfinale
| Datum      |                      | Ergebnis  |                         |
| ---------- | -------------------- | --------- | ----------------------- |
| 28.02.2023 | FC Utrecht (1)       | 1:4 (0:1) | SV Spakenburg (3)       |
| 01.03.2023 | SC Heerenveen (1)    | 0:1 (0:0) | Feyenoord Rotterdam (1) |
| 02.03.2023 | PSV Eindhoven (1)    | 3:1 (2:0) | ADO Den Haag (2)        |
| 02.03.2023 | BV De Graafschap (2) | 0:3 (0:2) | Ajax Amsterdam (1)      |

In Klammern das jeweilige Ligalevel.

## Halbfinale
| Datum      |                         | Ergebnis  |                    |
| ---------- | ----------------------- | --------- | ------------------ |
| 04.04.2023 | SV Spakenburg (3)       | 1:2 (0:1) | PSV Eindhoven (1)  |
| 05.04.2023 | Feyenoord Rotterdam (1) | 1:2 (1:1) | Ajax Amsterdam (1) |

In Klammern das jeweilige Ligalevel.

## Finale
| Ajax Amsterdam                            | Ajax Amsterdam | PSV Eindhoven | PSV Eindhoven |
| ----------------------------------------- | --- | --- | ------------- |
| Ajax Amsterdam                            | \| 30. April 2023 in Rotterdam (De Kuip) \| \| Ergebnis: 1:1 n. V. (1:1, 1:0), 2:3 i. E. \| \| Zuschauer: 40.650 \| \| Schiedsrichter: Dennis Higler \| \| Spielbericht \| | \| 30. April 2023 in Rotterdam (De Kuip) \| \| Ergebnis: 1:1 n. V. (1:1, 1:0), 2:3 i. E. \| \| Zuschauer: 40.650 \| \| Schiedsrichter: Dennis Higler \| \| Spielbericht \| | PSV Eindhoven |
| Ajax Amsterdam                            | Gerónimo Rulli – Jorge Sánchez (46. Devyne Rensch), Jurriën Timber, Edson Álvarez, Jorrel Hato (75. Owen Wijndal) – Florian Grillitsch (68. Calvin Bassey), Davy Klaassen (116. Silvano Vos) – Steven Berghuis (75. Francisco Conceição), Dušan Tadić , Steven Bergwijn (116. Mika Godts) – Brian Brobbey Cheftrainer: John Heitinga | Joël Drommel – Jordan Teze (76. Phillipp Mwene), André Ramalho, Jarrad Branthwaite, Patrick van Aanholt – Johan Bakayoko (59. Thorgan Hazard), Joey Veerman, Ibrahim Sangaré, Xavi Simons (98. Erick Gutiérrez) – Luuk de Jong (106. Fábio Silva), Guus Til (59. Anwar El Ghazi) Cheftrainer: Ruud van Nistelrooy | PSV Eindhoven |
| Ajax Amsterdam                            | 1:0 Jarrad Branthwaite (42., Eigentor) | 1:1 Thorgan Hazard (67.) | PSV Eindhoven |
| Ajax Amsterdam                            | Elfmeterschießen | | PSV Eindhoven |
| Ajax Amsterdam                            | 1:0 Dušan Tadić Brian Brobbey schießt über das Tor Jurriën Timber schießt gegen die Latte 2:1 Mika Godts Edson Álvarez (gehalten) | 1:1 Thorgan Hazard André Ramalho (gehalten) Ibrahim Sangaré schießt gegen den Pfosten 2:2 Anwar El Ghazi 2:3 Fábio Silva | PSV Eindhoven |
| Ajax Amsterdam                            | Jorge Sánchez, Edson Álvarez, Steven Bergwijn, Devyne Rensch, Owen Wijndal | Luuk de Jong, Jordan Teze, André Ramalho, Xavi Simons, Anwar El Ghazi, Patrick van Aanholt | PSV Eindhoven |
| 30. April 2023 in Rotterdam (De Kuip)     | | |               |
| Ergebnis: 1:1 n. V. (1:1, 1:0), 2:3 i. E. | | |               |
| Zuschauer: 40.650                         | | |               |
| Schiedsrichter: Dennis Higler             | | |               |
| Spielbericht                              | | |               |